# Hussein Jwayed
Hussein Jwayed (en árabe: حُسَيْن جَوِّيْد‎; Aleppo, Siria, 1 de enero de 1993) es un exfutbolista de Siria que jugó en la posición de lateral derecho.

## Carrera

### Club
| Periodo   | Club                 |
| --------- | -------------------- |
| 2010–2012 | Al-Horriya           |
| 2013–2019 | Al-Zawraa            |
| 2019–2022 | Hutteen SC           |
| 2022      | → Jableh SC (cedido) |
| 2022-2023 | Al-Ittihad Aleppo    |
| 2023      | Hutteen SC           |

### Selección nacional
Debutó con Siria en el Campeonato de la WAFF 2012. Jugó en 37 ocasiones entre 2012 y 2023 y participó en la Copa Asiática 2019.

## Logros
- Iraqi Premier League: 2015–16, 2017–18
- Iraq FA Cup: 2016–17, 2018–19
- Iraqi Super Cup: 2017